# واهترپا
واهترپا (به لاتین: Vahtrepa) یک منطقهٔ مسکونی در استونی است که در دهستان پوهالپا واقع شده‌است.